# Levi Díaz
Levi Díaz (Cornellá de Llobregat, Barcelona, 11 de agosto de 2008) es un cantante español. Saltó a la fama por primera vez en 2021, donde ganó la sexta temporada de La Voz Kids, como parte del equipo Melendi. También es conocido por haber representado a España en el Festival de la Canción de Eurovisión Junior 2021.

## Biografía
Díaz nació el 11 de agosto de 2008 en Cornellà de Llobregat. Actualmente estudia música con el profesor vocal Miguel Manzo, además de estudios académicos.

## Carrera

### Primeros años
En febrero de 2019, Díaz ganó la primera edición de La Voz de Cornellà, en la categoría juvenil y adicionalmente el premio del público al concursante más carismático.

### La Voz Kids
Díaz compitió dos veces en el concurso de telerrealidad La Voz Kids. En 2019, audicionó con "We've Only Just Begun" de The Carpenters, pero fue eliminado en el episodio. Dos años después, Díaz volvió a competir en la sexta temporada y ganó, siendo el primer exparticipante en regresar a la serie en una temporada posterior y ganar.

### Festival de la Canción de Eurovisión Junior 2021
Díaz fue elegido participante español en la 19.ª edición del Festival de la Canción de Eurovisión Junior el 16 de septiembre de 2021. Su canción "Reír", escrita por David Roma, se estrenó el 18 de octubre con un vídeo con letra filmado por todo Madrid.
En el concurso de París, "Reír" quedó en el puesto 15 entre 19 canciones, recibiendo 77 puntos, lo que la sitúa como la posición más baja alcanzada por España hasta el momento. A pesar de la pérdida, la respuesta positiva fue abrumadora. Poco después de la competición, la jefa de la delegación de RTVE, Eva Mora, dijo que estaba orgullosa de Díaz por representar a España.
Posteriormente, Díaz interpretó "Reír" en el concierto televisado de RTVE ¡Feliz 2022! y nuevamente con orquesta completa durante la Gala de Reyes.

## Arte

### Influencias
Díaz está influenciado por la música pop moderna y es un gran admirador de Rosalía.

## Vida personal
El 31 de mayo de 2022, Díaz salió del armario como hombre gay.

## Discografía

### Sencillos
| Año  | Título | Álbum |
| ---- | ------ | ----- |
| 2021 | «Reír» | —     |

### Como artista invitado
| Año  | Título         | Álbum            |
| ---- | -------------- | ---------------- |
| 2021 | «Warrior»      | La Voz Kids 2021 |
| 2021 | «Alive»        | La Voz Kids 2021 |
| 2021 | «Never Enough» | La Voz Kids 2021 |